# 다카하시 다쿠야
다카하시 다쿠야(일본어: 高橋 拓也, 1989년 6월 30일 ~ )는 일본의 축구 선수이다.

## 구단 경력
그는 2014년부터 2023년까지 J리그의 YSCC 요코하마, 요코하마 F. 마리노스, 기라반츠 기타큐슈, 가마타마레 사누키에서 활동하였다.